# Список объектов всемирного наследия ЮНЕСКО в Северной Македонии
В списке всеми́рного насле́дия ЮНЕ́СКО в Се́верной Македо́нии значится всего одно наименование (на 2019 год), что составляет 0,1 % от общего числа (1248 на 2025 год). Единственный объект включён в список по смешанным критериям, причём он признан как шедевром человеческого гения (критерий i), так и природным феноменом исключительной красоты и эстетической важности (критерий vii). Кроме этого, по состоянию на 2019 год, четыре объекта на территории Северной Македонии находятся в числе кандидатов на включение в список всемирного наследия. Республика Македония в качестве независимого государства ратифицировала Конвенцию об охране всемирного культурного и природного наследия 30 апреля 1997 года. Однако единственный объект, находящийся на территории Северной Македонии, был занесён в список ещё в 1979 году на 3-й сессии Комитета всемирного наследия ЮНЕСКО, когда страна являлась частью Югославии.

## Список
| # | Изображение | Название | Местоположение      | Время создания | Год внесения в список | №  | Критерии        |
| - | ----------- | --- | ------------------- | -------------- | --------------------- | -- | --------------- |
| 1 |             | Город Охрид и озеро — культурно-исторические достопримечательности и природная среда (макед. Природно и културно богатство на Охридскиот регион) (совместно с Албанией) | Юго-Западный регион | IX век         | 1979, 1980, 2019 годы | 99 | i, iii, iv, vii |

## Предварительный список
В таблице объекты расположены в порядке их добавления в предварительный список. В данном списке указаны объекты, предложенные правительством Северной Македонии в качестве кандидатов на занесение в список всемирного наследия.
| # | Изображение | Название | Местоположение           | Время создания     | Год внесения в предварительный список | №    | Критерии      |
| - | ----------- | --- | ------------------------ | ------------------ | ------------------------------------- | ---- | ------------- |
| 1 |             | Пещера Слатински Извор (макед. Пештера Слатински извор)                                                                                            | Регион: Юго-Западный     | —                  | 2004 год                              | 1917 | vii, viii, ix |
| 2 |             | Крепость Маркови Кули (макед. Маркови Кули) | Регион: Пелагонийский    | XIII—XIV века      | 2004                                  | 1918 | vii, viii, ix |
| 3 |             | Архео-астрономический памятник Кокино (макед. Мегалитската опсерваторија Кокино)                                                                   | Регион: Северо-Восточный | XVIII век до н. э. | 2009 год                              | 5413 | i, ii, iii    |
| 4 |             | Расширение: Девственные буковые леса Карпат и других регионов Европы (макед. Девствени букови шуми на Карпатите и други региони на Европа) Маврово | Регион: Положский        | —                  | 2019 год                              | 6374 | ix            |